# Немец, Йозеф
Йо́зеф Не́мец (чеш. Josef Němec; 25 сентября 1933, Ческе-Будеёвице — 10 сентября 2013, там же) — чешский боксёр тяжёлой весовой категории, выступал за сборную Чехословакии во второй половине 1950-х — первой половине 1960-х годов. Бронзовый призёр летних Олимпийских игр в Риме, чемпион Европы, одиннадцатикратный чемпион Чехословакии, участник многих международных турниров и матчевых встреч. Также известен как тренер по боксу и спортивный чиновник. Заслуженный мастер спорта Чехословакии.

## Биография
На международном уровне дебютировал в 1954 году, в матчевой встрече против сборной ГДР боксировал с немцем Улли Ничке, но проиграл ему техническим нокаутом в третьем раунде. В 1956 году стал чемпионом Чехословакии в тяжёлом весе и благодаря череде удачных выступлений удостоился права защищать честь страны на летних Олимпийских играх в Мельбурне. На Олимпиаде, тем не менее, в первом же своём матче на турнире со счётом 2:3 уступил американцу Питу Радемахеру, будущему олимпийскому чемпиону.
В 1957 году Немец боксировал на домашнем чемпионате Европы в Праге и завоевал там бронзовую медаль (в полуфинале проиграл советскому тяжеловесу Андрею Абрамову), два года спустя на европейском первенстве в Люцерне повторил это достижение (в полуфинале не смог одолеть англичанина Дэвида Томаса). Оставаясь в своей весовой категории лидером чехословацкой сборной, Немец прошёл квалификацию на Олимпийские игры 1960 года в Рим — сумел дойти здесь до стадии полуфиналов, после чего 1:4 уступил итальянцу Франческо де Пикколи, который в итоге и стал олимпийским чемпионом.
Получив бронзовую олимпийскую медаль, Немец продолжил выходить на ринг в составе национальной сборной, принимая участие во всех крупнейших международных турнирах. Так, в 1961 году он ездил на чемпионат Европы в Белград, где в четвертьфинале по очкам проиграл представителю Италии Бенито Пенне. Через два года представлял страну на европейском первенстве в Москве и наконец стал чемпионом континента, одолев всех соперников в программе тяжёлого веса. В качестве фаворита отправился на Олимпийские игры 1964 года в Токио, возлагал на этот турнир большие надежды, однако в стартовом матче его выбил итальянец Джузеппе Рос — матч закончился со счётом 1:4.
Вскоре после этих соревнований Йозеф Немец принял решение завершить карьеру спортсмена и покинул сборную. Всего в любительском олимпийском боксе он провёл 320 боёв, из них 308 окончил победой. После завершения карьеры боксёра работал тренером и спортивным функционером.
Умер 10 сентября 2013 года в своём родном городе Ческе-Будеёвице.